# Shahrestān

L'Iran diviso in shahrestān

Gli shahrestān (in persiano شهرستان‎) sono la divisione amministrativa di secondo livello dell'Iran, dopo le province. Sono a volte indicati, seguendo la traduzione inglese, anche come "contee" (counties).
Ad aprile 2013, gli shahrestān sono in totale 417 (erano 314 a settembre 2002). La provincia di Fars è tra tutte quella con il maggior numero di shahrestān (ne ha infatti 29), mentre la provincia di Qom ne ha solo 1.
Gli shahrestān sono ulteriormente suddivisi in uno o più circoscrizioni (bakhsh, بخش), comprendenti ognuno una o più città o gruppi di villaggi.

## Elenco degli shahrestān
Segue l'elenco degli shahrestān iraniani, provincia per provincia.

### Provincia di Alborz
- Shahrestān di Eshtehard
- Shahrestān di Karaj
- Shahrestān di Nazarabad
- Shahrestān di Savojbolagh
- Shahrestān di Taleqan

### Provincia di Ardabil
- Shahrestān di Ardabil
- Shahrestān di Bileh Savar
- Shahrestān di Germi
- Shahrestān di Khalkhal
- Shahrestān di Kovsar
- Shahrestān di Meshgin Shahr
- Shahrestān di Namin
- Shahrestān di Nir
- Shahrestān di Parsabad
- Shahrestān di Sar'eyn

### Azerbaigian Occidentale
- Shahrestān di Bukan
- Shahrestān di Chaipareh
- Shahrestān di Chaldoran (Seyahchesmeh)
- Shahrestān di Khoy
- Shahrestān di Mahabad
- Shahrestān di Maku
- Shahrestān di Miandoab
- Shahrestān di Naqadeh
- Shahrestān di Oshnavieh
- Shahrestān di Piranshahr
- Shahrestān di Poldasht
- Shahrestān di Salmas
- Shahrestān di Sardasht
- Shahrestān di Shahindej
- Shahrestān di Shovt
- Shahrestān di Takab
- Shahrestān di Urmia

### Azerbaigian Orientale
- Shahrestān di Ahar
- Shahrestān di Ajabshir
- Shahrestān di Azar Shahr
- Shahrestān di Bonab
- Shahrestān di Bostanabad
- Shahrestān di Charoimaq
- Shahrestān di Hashtrud
- Shahrestān di Heris
- Shahrestān di Jolfa
- Shahrestān di Kaleibar
- shahrestān di Khoda Afarin
- Shahrestān di Malekan
- Shahrestān di Maragheh
- Shahrestān di Marand
- Shahrestān di Mianeh
- Shahrestān di Osku
- Shahrestān di Sarab
- Shahrestān di Shabestar
- Shahrestān di Tabriz
- Shahrestān di Varzaqan

### Provincia di Bushehr
- Shahrestān di Asaluyeh
- Shahrestān di Bushehr
- Shahrestān di Dashtestan
- Shahrestān di Dashti
- Shahrestān di Dayyer
- Shahrestān di Deylam
- Shahrestān di Genaveh
- Shahrestān di Jam
- Shahrestān di Kangan
- Shahrestān di Tangestan

### Provincia di Chahar Mahal e Bakhtiari
- Shahrestān di Ardal
- Shahrestān di Borujen
- Shahrestān di Farsan
- Shahrestān di Kiar
- Shahrestān di Kuhrang
- Shahrestān di Lordegan
- Shahrestān di Shahr-e Kord

### Provincia di Esfahan
- Shahrestān di Aran-e Bidgol
- Shahrestān di Ardestan
- Shahrestān di Borkhar
- Shahrestān di Borkhar-e Meymeh
- Shahrestān di Buin va Miandasht
- Shahrestān di Chadegan
- Shahrestān di Dehaqan
- Shahrestān di Esfahan
- Shahrestān di Falavarjan
- Shahrestān di Faridan
- Shahrestān di Fereydunshahr
- Shahrestān di Golpayegan
- Shahrestān di Kashan
- Shahrestān di Khomeynishahr
- Shahrestān di Khor e Byabanak
- Shahrestān di Khvansar
- Shahrestān di Lenjan
- Shahrestān di Mobarakeh
- Shahrestān di Najafabad
- Shahrestān di Natanz
- Shahrestān di Nayin
- Shahrestān di Semirom
- Shahrestān di Shahin Shahr e Meymeh
- Shahrestān di Shahreza
- Shahrestān di Tiran-e Karvan

### Provincia di Fars
- Shahrestān di Abadeh
- Shahrestān di Arsanjan
- Shahrestān di Bovanat
- Shahrestān di Darab
- Shahrestān di Eqlid
- Shahrestān di Estahban
- Shahrestān di Farashband
- Shahrestān di Fasa
- Shahrestān di Firuzabad
- Shahrestān di Gerash
- Shahrestān di Jahrom
- Shahrestān di Kavar
- Shahrestān di Kazerun
- Shahrestān di Khanj
- Shahrestān di Kharameh
- Shahrestān di Khorrambid
- Shahrestān di Lamerd
- Shahrestān di Larestan
- Shahrestān di Mamasani
- Shahrestān di Marvdasht
- Shahrestān di Mehr
- Shahrestān di Neyriz
- Shahrestān di Pasargad
- Shahrestān di Qirokarzin
- Shahrestān di Rostam
- Shahrestān di Sarvestan
- Shahrestān di Sepidan
- Shahrestān di Shiraz
- Shahrestān di Zarrindasht

### Provincia di Gilan
- Shahrestān di Amlash
- Shahrestān di Astaneh-ye-Ashrafiyeh
- Shahrestān di Astara
- Shahrestān di Bandar-e-Anzali
- Shahrestān di Fuman
- Shahrestān di Lahijan
- Shahrestān di Langrud
- Shahrestān di Masal
- Shahrestān di Rasht
- Shahrestān di Rezvanshahr
- Shahrestān di Rudbar
- Shahrestān di Rudsar
- Shahrestān di Shaft
- Shahrestān di Siahkal
- Shahrestān di Sume'eh Sara
- Shahrestān di Talesh

### Golestan
- Shahrestān di Aliabad
- Shahrestān di Aq Qala
- Shahrestān di Azadshahr
- Shahrestān di Bandar-e-Gaz
- Shahrestān di Galikash
- Shahrestān di Gomishan
- Shahrestān di Gonbad-e Kavus
- Shahrestān di Gorgan
- Shahrestān di Kalaleh
- Shahrestān di Kordkuy
- Shahrestān di Maravehtapeh
- Shahrestān di Minudasht
- Shahrestān di Ramyan
- Shahrestān di Torkaman

### Provincia di Hamadan
- Shahrestān di Asadabad
- Shahrestān di Bahar
- Shahrestān di Famenin
- Shahrestān di Hamadan
- Shahrestān di Kabudarahang
- Shahrestān di Malayer
- Shahrestān di Nahavand
- Shahrestān di Razan
- Shahrestān di Tuyserkan

### Hormozgan
- Shahrestān di Abumusa
- Shahrestān di Bandar Lengeh
- Shahrestān di Bandar-e-Abbas
- Shahrestān di Bashagard
- Shahrestān di Bastak
- Shahrestān di Hajiabad
- Shahrestān di Jask
- Shahrestān di Khamir
- Shahrestān di Minab
- Shahrestān di Parsian
- Shahrestān di Qeshm
- Shahrestān di Rudan
- Shahrestān di Sirik

### Provincia di Ilam
- Shahrestān di Abdanan
- Shahrestān di Darrehshahr
- Shahrestān di Dehloran
- Shahrestān di Eyvan
- Shahrestān di Ilam
- Shahrestān di Malekshahi
- Shahrestān di Mehran
- Shahrestān di Shirvan va Chardaval
- Shahrestān di Sirvan

### Provincia di Kerman
- Shahrestān di Anar
- Shahrestān di Anbarabad
- Shahrestān di Arzuiyeh
- Shahrestān di Baft
- Shahrestān di Bam
- Shahrestān di Bardsir
- Shahrestān di Fahraj
- Shahrestān di Faryab
- Shahrestān di Jiroft
- Shahrestān di Kahnuj
- Shahrestān di Kerman
- Shahrestān di Kuhbonan
- Shahrestān di Manujan
- Shahrestān di Narmashir
- Shahrestān di Qal'eh-ye-Ganj
- Shahrestān di Rabor
- Shahrestān di Rafsanjan
- Shahrestān di Ravar
- Shahrestān di Rigan
- Shahrestān di Rudbar Janub
- Shahrestān di Shahr-e-Babak
- Shahrestān di Sirjan
- Shahrestān di Zarand

### Provincia di Kermanshah
- Shahrestān di Dalahu
- Shahrestān di Eslamabad-e Gharb
- Shahrestān di Gilan-e Gharb
- Shahrestān di Harsin
- Shahrestān di Javanrud
- Shahrestān di Kangavar
- Shahrestān di Kermanshah
- Shahrestān di Paveh
- Shahrestān di Qasr-e-Shirin
- Shahrestān di Ravansar
- Shahrestān di Sahneh
- Shahrestān di Salas-e-Babajani
- Shahrestān di Sarpol-e-Zahab
- Shahrestān di Sonqor

### Khorasan Meridionale
- Shahrestān di Birjand
- Shahrestān di Boshruyeh
- Shahrestān di Darmian
- Shahrestān di Ferdows
- Shahrestān di Khusf
- Shahrestān di Nehbandan
- Shahrestān di Qa'enat
- Shahrestān di Sarayan
- Shahrestān di Sarbisheh
- Shahrestān di Tabas
- Shahrestān di Zirkuh

### Khorasan Settentrionale
- Shahrestān di Bojnurd
- Shahrestān di Esfarayen
- Shahrestān di Faruj
- Shahrestān di Garmeh
- Shahrestān di Jajarm
- Shahrestān di Maneh va Samalqan
- Shahrestān di Raz e Jargalan
- Shahrestān di Shirvan

### Khūzestān
- Shahrestān di Abadan
- Shahrestān di Aghajari
- Shahrestān di Ahvaz
- Shahrestān di Andika
- Shahrestān di Andimeshk
- Shahrestān di Baghmalek
- Shahrestān di Bavi
- Shahrestān di Behbahan
- Shahrestān di Dasht-e-Azadegan
- Shahrestān di Dezful
- Shahrestān di Gotvand
- Shahrestān di Haftgel
- Shahrestān di Handijan
- Shahrestān di Hoveyzeh
- Shahrestān di Izeh
- Shahrestān di Karun
- Shahrestān di Khorramshahr
- Shahrestān di Lali
- Shahrestān di Mahshahr
- Shahrestān di Masjed Soleyman
- Shahrestān di Omidiyeh
- Shahrestān di Ramhormoz
- Shahrestān di Ramshir
- Shahrestān di Shadegan
- Shahrestān di Shush
- Shahrestān di Shushtar

### Provincia di Kohgiluyeh e Buyer Ahmad
- Shahrestān di Bahmai
- Shahrestān di Basht
- Shahrestān di Boyer Ahmad
- Shahrestān di Charam
- Shahrestān di Dena
- Shahrestān di Gachsaran
- Shahrestān di Kohgiluyeh
- Shahrestān di Landeh

### Provincia del Kurdistan
- Shahrestān di Baneh
- Shahrestān di Bijar
- Shahrestān di Dehgolan
- Shahrestān di Divandarreh
- Shahrestān di Kamyaran
- Shahrestān di Marivan
- Shahrestān di Qorveh
- Shahrestān di Sanandaj
- Shahrestān di Saqqez
- Shahrestān di Sarvabad

### Lorestan
- Shahrestān di Aligudarz
- Shahrestān di Azna
- Shahrestān di Borūjerd
- Shahrestān di Dalfan
- Shahrestān di Dorud
- Shahrestān di Dowreh
- Shahrestān di Khorramabad
- Shahrestān di Kuhdasht
- Shahrestān di Poldokhtar
- Shahrestān di Selseleh

### Provincia di Markazi
- Shahrestān di Arak
- Shahrestān di Ashtian
- Shahrestān di Delijan
- Shahrestān di Farahan
- Shahrestān di Khomeyn
- Shahrestān di Khondab
- Shahrestān di Komeijan
- Shahrestān di Mahalat
- Shahrestān di Saveh
- Shahrestān di Shazand
- Shahrestān di Tafresh
- Shahrestān di Zarandiyeh

### Mazandaran
- Shahrestān di 'Abbāsābād
- Shahrestān di Amol
- Shahrestān di Babol
- Shahrestān di Babolsar
- Shahrestān di Behshahr
- Shahrestān di Chalus
- Shahrestān di Fereydun Kenar
- Shahrestān di Galugah
- Shahrestān di Juybar
- Shahrestān di Kalardasht
- Shahrestān di Mahmudabad
- Shahrestān di Miandorud
- Shahrestān di Neka
- Shahrestān di Nur
- Shahrestān di Nushahr
- Shahrestān di Qaemshahr
- Shahrestān di Ramsar
- Shahrestān di Sari
- Shahrestān di Savadkuh
- Shahrestān di Simorgh
- Shahrestān di Tonekabon

### Provincia di Qazvin
- Shahrestān di Abyek
- Shahrestān di Boyinzahra
- Shahrestān di Elburz
- Shahrestān di Qazvin
- Shahrestān di Takestan

### Provincia di Qom
- Shahrestān di Qom

### Razavi Khorasan
- Shahrestān di Bakharz
- Shahrestān di Bajestan
- Shahrestān di Bardeskan
- Shahrestān di Chenaran
- Shahrestān di Dargaz
- Shahrestān di Davarzan
- Shahrestān di Fariman
- Shahrestān di Firuzeh
- Shahrestān di Gonabad
- Shahrestān di Javin
- Shahrestān di Joghtai
- Shahrestān di Kalat
- Shahrestān di Kashmar
- Shahrestān di Khalilabad
- Shahrestān di Khoshab
- Shahrestān di Khvaf
- Shahrestān di Mahvelat
- Shahrestān di Mashhad
- Shahrestān di Nishapur
- Shahrestān di Quchan
- Shahrestān di Roshtkhvar
- Shahrestān di Sabzevar
- Shahrestān di Sarakhs
- Shahrestān di Taybad
- Shahrestān di Torbat-e Heydariyyeh
- Shahrestān di Torbat-e-Jam
- Shahrestān di Torqabeh e Shandiz
- Shahrestān di Zaveh

### Provincia di Semnan
- Shahrestān di Aradan
- Shahrestān di Damghan
- Shahrestān di Garmsar
- Shahrestān di Mehdishahr
- Shahrestān di Meyami
- Shahrestān di Semnan
- Shahrestān di Shahrud
- Shahrestān di Sorkheh

### Sistan e Baluchistan
- Shahrestān di Bampur
- Shahrestān di Chabahar
- Shahrestān di Dalgan
- Shahrestān di Hirmand
- Shahrestān di Iranshahr
- Shahrestān di Khash
- Shahrestān di Konarak
- Shahrestān di Mirjaveh
- Shahrestān di Nikshahr
- Shahrestān di Qasr-e Qand
- Shahrestān di Saravan
- Shahrestān di Sarbaz
- Shahrestān di Sib e Suran
- Shahrestān di Zabol
- Shahrestān di Zaboli
- Shahrestān di Zahak
- Shahrestān di Zahedan

### Provincia di Teheran
- Shahrestān di Baharestan
- Shahrestān di Damavand
- Shahrestān di Eslamshahr
- Shahrestān di Firuzkuh
- Shahrestān di Malard
- Shahrestān di Pakdasht
- Shahrestān di Pardis
- Shahrestān di Pishva
- Shahrestān di Qarchak
- Shahrestān di Qods
- Shahrestān di Robatkarim
- Shahrestān di Rey
- Shahrestān di Shahriyar
- Shahrestān di Shemiranat
- Shahrestān di Teheran
- Shahrestān di Varamin

### Provincia di Yazd
- Shahrestān di Abarkuh
- Shahrestān di Ardakan
- Shahrestān di Bafq
- Shahrestān di Behabad
- Shahrestān di Khatam
- Shahrestān di Mehriz
- Shahrestān di Meybod
- Shahrestān di Saduq
- Shahrestān di Taft
- Shahrestān di Yazd

### Provincia di Zanjan
- Shahrestān di Abhar
- Shahrestān di Ijerod
- Shahrestān di Khodabandeh
- Shahrestān di Khorramdarreh
- Shahrestān di Mahneshan
- Shahrestān di Soltaniyeh
- Shahrestān di Tarom
- Shahrestān di Zanjan